# چارلز دیلون پرین
 چارلز دیلون پرین (انگلیسی: Charles Dillon Perrine؛ ۲۸ ژوئیهٔ ۱۸۶۷ – ۲۱ ژوئن ۱۹۵۱) یک دانشمند در زمینه اخترشناسی اهل ایالات متحده آمریکا بود. وی به خاطر کشف دو قمر هیمالیا و الارا مشهور است. سیارک ۶۷۷۹ به افتخار وی نامگذاری شده‌است.